# Raphaneia
Raphaneia (altgriechisch Ῥαφαναία, auch Raphana) war eine antike Stadt in der syrischen Provinz Cassiotis.
Die Stadt lag westlich von Epiphaneia (heute Hama) und östlich von Arka (heute Arqa) am nördlichen Ende des Libanongebirges. Sie bestand noch zur Zeit der Kreuzzüge.
Sie war Standort der römischen Legionen Legio III Gallica und  Legio XII Fulminata.